# Xanthopimpla rhyta
Xanthopimpla rhyta är en stekelart som beskrevs av Wang och Huang 1993. Xanthopimpla rhyta ingår i släktet Xanthopimpla och familjen brokparasitsteklar. Inga underarter finns listade i Catalogue of Life.